# Asia D'Amato
Asia D'Amato ([ˈaːzja]) (Gènova, 7 de febrer de 2003) és una gimnasta artística italiana. Va representar Itàlia als Jocs Olímpics de 2020. Va ser membre dels equips que van guanyar el bronze al Campionat del Món de 2019 i l'or al Campionat d'Europa de 2022. Individualment, és la medallista de plata del salt del món de 2021, la campiona d'Europa de 2022 i la medalla de plata del salt, la campiona nacional italiana del 2019 i el 2020 i la campiona d'Europa júnior del 2018. És membre de la selecció italiana i és germana bessona d'Alice D'Amato.

## Primers anys de vida
D'Amato i la seva germana bessona, Alice, van néixer a Gènova, Itàlia, el 7 de febrer de 2003. Ella i la seva germana van començar la gimnàstica als 7 anys al club esportiu Andrea Doria de Gènova, Itàlia. Actualment entrenen a l'Acadèmia Internacional de Brixia a Brescia.
El desembre de 2020, Alice i Àsia van rebre el premi a l'atleta de l'any a la regió de Ligúria d'Itàlia.

## Carrera a la gimnàstica

### Júnior

#### 2015-2017
D'Amato va fer el seu debut internacional al Trofeu Ciutat de Jesolo 2015 com a part de l'equip italià Young Dreams al costat de Giorgia Villa.
El 2017, D'Amato va competir al Campionat Nacionals d'Itàlia on es va situar primera en salt, segona en exercici de terra i tercera en barres asimètriques. Més tard va competir al Festival Olímpic Europeu de la Joventut de 2017 al costat d'Elisa Iorio i Alice D'Amato. Allà va ajudar Itàlia a guanyar la plata darrere de Rússia. Individualment, va quedar segona en la prova general per darrere de Ksenia Klimenko de Rússia, tercera en salt per darrere de Valeria Saifulina de Rússia i Denisa Golgotă de Romania, tercera en barres asimètriques darrere d'Iorio i Klimenko, i segona en barra d'equilibri darrere de Klimenko.

#### 2018
D'Amato va competir al Trofeu Ciutat de Jesolo a l'abril, on Itàlia va ocupar el primer lloc a la competició per equips. Va continuar el seu domini nacional i internacional al salt, guanyant l'or a l'International Gymnix, totes les competicions de la Sèrie A italiana i a la qualificació als Jocs Olímpics de la Joventut. A l'agost, D'Amato va competir als Campionats d'Europa de gimnàstica artística femenina al costat d' Alice D'Amato, Alessia Federici, Elisa Iorio i Giorgia Villa, on Itàlia va guanyar l'or per equips i individualment D'Amato va guanyar l'or al salt.

### Sènior

#### 2019
A l'abril, D'Amato va ser nomenada oficialment a l'equip per competir al Campionat d'Europa al costat de Giorgia Villa, Elisa Iorio i Alice D'Amato. Durant les classificacions, va ocupar l'onzena posició a la classificació general, però no es va classificar per a la final perquè Alice D'Amato i Giorgia Villa van sumar més punts. Es va classificar per a la final de salt en quart lloc. Durant les finals va tornar a acabar quarta, darrere de Maria Paseka de Rússia, Coline Devillard de França i Ellie Downie de la Gran Bretanya.
A l'agost, D'Amato va competir al Heerenveen Friendly on va ajudar a Itàlia a guanyar l'or a la competició per equips per davant dels Països Baixos i Noruega i, individualment, va acabar cinquena en el concurs complet per darrere de Giorgia Villa, Eythora Thorsdottir, Naomi Visser i Alice D'Amato. A més, va registrar la tercera puntuació més alta de salt i barra d'equilibri. El 4 de setembre, D'Amato va ser nomenada a l'equip per competir al Campionat del Món de 2019 a Stuttgart, Alemanya, juntament amb la seva germana, Villa, Elisa Iorio i Desirée Carofiglio.
Durant la fase de classificacions al Campionat del Món, D'Amato va ajudar Itàlia a classificar-se per a la final per equips en vuitè lloc; com a resultat, Itàlia també es va classificar per als Jocs Olímpics de Tòquio 2020. Va puntuar prou alt per convertir-se en la segona reserva de la final, però es va quedar fora pel límit de dos per país, perquè les seves companyes Villa i Iorio van puntuar més que ella. A la final per equips, D'Amato va ajudar a Itàlia a guanyar la medalla de bronze, la primera medalla per equip d'Itàlia des del Campionat Mundial de Gimnàstica Artística de 1950. Van acabar per darrere dels Estats Units i Rússia però per davant de la Xina, que inicialment s'havia classificat per a la final en segona posició.

#### 2020
A finals de gener es va anunciar que D'Amato competiria a la Copa del Món d'Stuttgart que tindria lloc al març, però es va cancel·lar més tard a causa de la pandèmia de la COVID-19 a Alemanya. Al novembre D'Amato va competir als Campionats Nacionals d'Itàlia on va empatar primera amb Giorgia Villa. Durant les finals de l'esdeveniment va guanyar l'or al salt, el bronze a les barres asimètriques (darrere de Villa i Martina Maggio) i a la barra d'equilibri (darrere de Maggio i Villa), i la plata a terra una vegada més darrere de Villa.

#### 2021
D'Amato va ser nomenat a l'equip per representar Itàlia als Jocs Olímpics d'estiu de 2020 al costat d' Alice D'Amato, Giorgia Villa (més tard substituïda per Vanessa Ferrari) i Martina Maggio. L'equip es va classificar per a la final per equips i va quedar quart amb una puntuació total de 163.638. A l'octubre, D'Amato va ser seleccionat per competir al Campionat del Món de 2021. Allà es va classificar per a les finals de l'exercici complet i salt, convertint-se en la primera gimnasta italiana a classificar-se per a aquesta darrera. Durant la final de la salt, va realitzar un doble i mig de Yurchenko en gir total. Va guanyar la medalla de plata darrere de la vigent campiona olímpica de salt Rebeca Andrade, sent la primera medalla mundial d'Itàlia en salt en gimnàstica artística femenina.

#### 2022
D'Amato va competir al DTB Pokal Team Challenge. Les seves puntuacions a la salt, barres asimètriques i la barra d'equilibri van contribuir al segon lloc d'Itàlia. Individualment D'Amato va guanyar la plata al salt. D'Amato va competir després al Trofeu Ciutat de Jesolo. Va ajudar a Itàlia a acabar segon com a equip i individualment va col·locar-se segona en la classificació general darrere de Konnor McClain. Durant les finals de l'aparell va acabar segona al salt darrere de Coline Devillard, cinquena a la barra d'equilibri i sisena a les barres asimètriques.

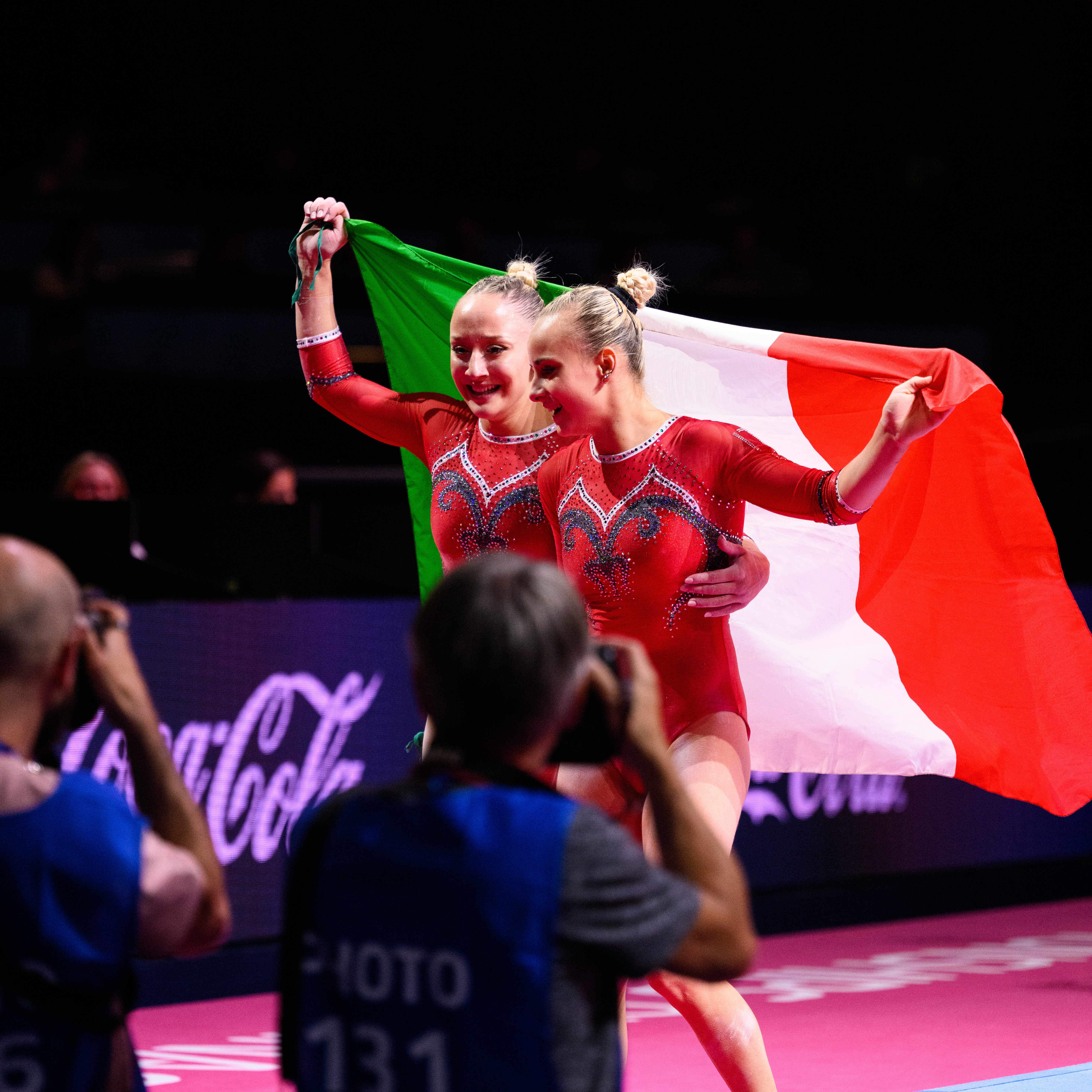
D'Amato (dreta) i Martina Maggio al Campionat d'Europa de 2022

Al juny D'Amato va competir als Jocs Mediterranis al costat d'Angela Andreoli, Alice D'Amato, Martina Maggio i Giorgia Villa. Juntes van guanyar l'or a la competició per equips, més de cinc punts per davant de França, en segon lloc. Individualment, D'Amato va guanyar la plata en la prova general i en barra d'equilibri darrere de la seva compatriota Maggio i va guanyar l'or en els exercicis de salt i terra.
D'Amato va competir després al Campionat d'Europa. El primer dia de competició va guanyar l'or a la prova general per davant d'Alice Kinsella de la Gran Bretanya i la seva compatriota Maggio. És la segona dona italiana que guanya el títol general després que Vanessa Ferrari ho fes el 2007. A més, D'Amato va ajudar Itàlia a classificar-se per a la final per equips en primer lloc i individualment es va classificar per a la final de salt i barra d'equilibri. Durant la final per equips, D'Amato va aportar puntuacions en els quatre aparells per aconseguir el primer lloc d'Itàlia. Durant les finals de l'esdeveniment, D'Amato va guanyar la plata al salt darrere de Zsófia Kovács. D'Amato es va lesionar el turmell en aterrar al seu segon salt i, per tant, es va retirar de la final de la barra d'equilibri. Una ressonància magnètica va revelar més tard que D'Amato s'hauria de sotmetre a una cirurgia per reparar els lligaments del turmell i que no podria competir al següent Campionat del Món.

#### 2023
D'Amato va tornar a la competició al Campionat d'Europa on va ajudar a Itàlia a acabar segona com a equip. A més, va acabar segona al salt darrere de Coline Devillard. D'Amato va competir després a la Copa del Món del Caire. Es va classificar per a les finals de salt i barra d'equilibri. Durant la final de salt, D'Amato va guanyar la plata darrere de Joscelyn Roberson, però es va lesionar el genoll quan aterrava en el seu segon salt. Com a resultat, es va retirar de la final de la barra d'equilibri. Més tard, una ressonància magnètica va revelar que D'Amato es va esquinçar el LCA i el menisc i requeriria una cirurgia.

#### 2024
D'Amato va tornar a competir al Trofeu Ciutat de Jesolo, abans de participar al Campionat d'Europa. Va ajudar al seu equip en la qualificació però en el segon aparell, l'exercici de terra, es va tornar a lesionar i no va poder participar en la final. La lesió la va deixar fora dels Jocs Olímpics.

## Història competitiva
| Any    | Esdeveniment                                    | Equip  | AA     | VT     | UB     | BB     | FX     |
| Júnior | Júnior                                          | Júnior | Júnior | Júnior | Júnior | Júnior | Júnior |
| ------ | ----------------------------------------------- | ------ | ------ | ------ | ------ | ------ | ------ |
| 2015   | Trofeu Ciutat de Jesolo                         |        | 22     |        |        |        |        |
| 2015   | Golden League                                   | 2      |        |        |        |        |        |
| 2016   | Trofeu Ciutat de Jesolo                         |        | 10     |        | 8      |        |        |
| 2016   | Italian Junior Friendly                         | 2      | 9      |        |        |        |        |
| 2016   | Campionat d'Itàlia                              |        |        | 1      |        |        |        |
| 2016   | Tournoi International                           |        | 2      |        |        |        |        |
| 2017   | 1ª etapa Sèrie A italiana                       | 1      | 6      |        |        |        |        |
| 2017   | International Gymnix                            | 2      | 5      | 3      |        |        |        |
| 2017   | Trofeu Ciutat de Jesolo                         | 2      | 7      | 4      | 6      |        |        |
| 2017   | 2ª etapa Sèrie A italiana                       | 1      | 2      |        |        |        |        |
| 2017   | 3ª etapa Sèrie A italiana                       | 1      | 2      |        |        |        |        |
| 2017   | Campionat Itàlia Gold                           |        | 1      | 1      | 2      | 2      | 2      |
| 2017   | FIT Challenge                                   | 1      | 2      |        |        |        |        |
| 2017   | German Junior Friendly                          | 1      | 1      |        |        |        |        |
| 2017   | Euro Youth Olympic Festival                     | 2      | 2      | 3      | 3      | 2      |        |
| 2017   | Campionat d'Itàlia                              |        | 2      | 1      | 3      |        | 2      |
| 2017   | 4ª etapa Sèrie A italiana                       |        | 1      |        |        |        |        |
| 2018   | 1ª etapa Sèrie A italiana                       | 1      | 2      |        |        |        |        |
| 2018   | International Gymnix                            |        | 2      | 1      | 8      |        | 6      |
| 2018   | Trofeu Ciutat de Jesolo                         | 1      | 5      |        |        |        |        |
| 2018   | 2ª etapa Sèrie A italiana                       | 1      | 1      |        |        |        |        |
| 2018   | 3ª etapa Sèrie A italiana                       | 1      |        |        |        |        |        |
| 2018   | Classificació pels Jocs Olímpics de la Juventut |        | 4      |        |        |        |        |
| 2018   | Campionat d'Europa                              | 1      | 4      | 1      |        |        |        |
| Sènior |                                                 |        |        |        |        |        |        |
| 2019   | 1ª etapa Sèrie A italiana                       | 1      |        |        |        |        |        |
| 2019   | Trofeu Ciutat de Jesolo                         | 3      | 7      | 1      |        |        | 6      |
| 2019   | 2ª etapa Sèrie A italiana                       | 1      | 3      | 1      |        |        |        |
| 2019   | Campionat d'Europa                              |        |        | 4      |        |        |        |
| 2019   | 3ª etapa Sèrie A italiana                       | 1      | 2      | 2      |        |        |        |
| 2019   | Heerenveen Friendly                             | 1      | 5      |        |        |        |        |
| 2019   | Campionat d'Itàlia                              |        | 1      | 1      |        |        |        |
| 2019   | Campionat del Món                               | 3      |        |        |        |        |        |
| 2020   | 1ª etapa Sèrie A italiana                       | 1      |        | 1      |        | 2      |        |
| 2020   | 3ª etapa Sèrie A italiana                       | 1      |        | 3      |        |        |        |
| 2020   | Campionat d'Itàlia                              |        | 1      | 1      | 3      | 3      | 2      |
| 2021   | Campionat d'Itàlia                              |        | 2      |        | 3      |        |        |
| 2021   | Jocs Olímpics                                   | 4      |        |        |        |        |        |
| 2021   | Campionat del Món                               |        | 12     | 2      |        | R3     |        |
| 2022   | 1ª etapa Sèrie A italiana                       | 1      | 1      |        | 2      |        | 3      |
| 2022   | 2ª etapa Sèrie A italiana                       | 1      |        |        |        | 2      | 3      |
| 2022   | DTB Pokal Team Challenge                        | 2      |        | 2      |        |        |        |
| 2022   | Trofeu Ciutat de Jesolo                         | 2      | 2      | 2      | 6      | 5      |        |
| 2022   | Jocs del Mediterrani                            | 1      | 2      | 1      |        | 2      | 1      |
| 2022   | Campionat d'Europa                              | 1      | 1      | 2      |        | WD     |        |
| 2023   | Trofeu Ciutat de Jesolo                         | 1      |        | 2      |        | 8      |        |
| 2023   | Campionat d'Europa                              | 2      |        | 2      |        |        |        |
| 2023   | Copa del Món del Cairo                          |        |        | 2      |        | WD     |        |
| 2024   | Trofeu Ciutat de Jesolo                         | 1      | 3      |        | 7      | 3      |        |
| 2024   | Campionat d'Europa                              | 1      |        |        |        |        |        |